# 奧貝利斯克山口
奧貝利斯克山口（英語：Obelisk Col），是南極洲的山口，位於葛拉漢地的詹姆斯羅斯島，處於魯姆灣和羅斯灣之間的奧貝利斯克角東部，海拔高度約150米，由英國南極名稱諮詢委員會命名，現時由南極條約體系管理。
 本条目引用的公有领域材料来自美国地质调查局的文档 《奧貝利斯克山口》 （資料來自地名信息系统）。